# تان جیاشین
تان جیاشین (انگلیسی: Tan Jiaxin؛ زادهٔ ۳ دسامبر ۱۹۹۶) ژیمناست هنری اهل چین است.